# Lukavac
Lukavac (v srbské cyrilici Лукавац) je město v Tuzlanském kantonu na severu Bosny a Hercegoviny. Rozkládá se v údolí řeky Spreča ve směru hlavních dopravních tahů mezi městy Doboj a Tuzla, a to v blízkosti Modračského jezera. V současné době je Lukavac v Bosně a Hercegovině znám především díky dolům a těžkému průmyslu.
Lukavac je centrem stejnojmenné općiny. V současné době má okolo patnácti tisíc obyvatel.

## Historie
Původ názvu města není do dnešních dob zcela dostatečně doložen, datuje se nejspíše do 17. století. Nedaleká vesnice Bokovići byla poprvé připomínána v roce 1512. První písemná zmínka o městě pochází z roku 1528, kdy existoval Gornji Lukavac a Donji Lukavac. V roce 1644 se ještě objevil název Paša Lukavac, který nejspíše odkazuje na původního (tureckého) vlastníka, nebo vlivného člověka, který v místě žil a působil. Označení Lukavac odkazuje na lukavého, tj. zlého člověka. V roce 1885 sčítání lidu zmiňuje existenci Srbského Lukavce a Tureckého Lukavce, tj. samostatné pravoslavné a muslimské části. Rakousko-Uhersko zde vybudovalo továrnu na výrobu uhličitanu amonného, což odstartovalo průmyslový rozvoj sídla. V roce 1895 zde žilo celkem 477 obyvatel. Její oficiální název zněl Bistarac-Fabrika.

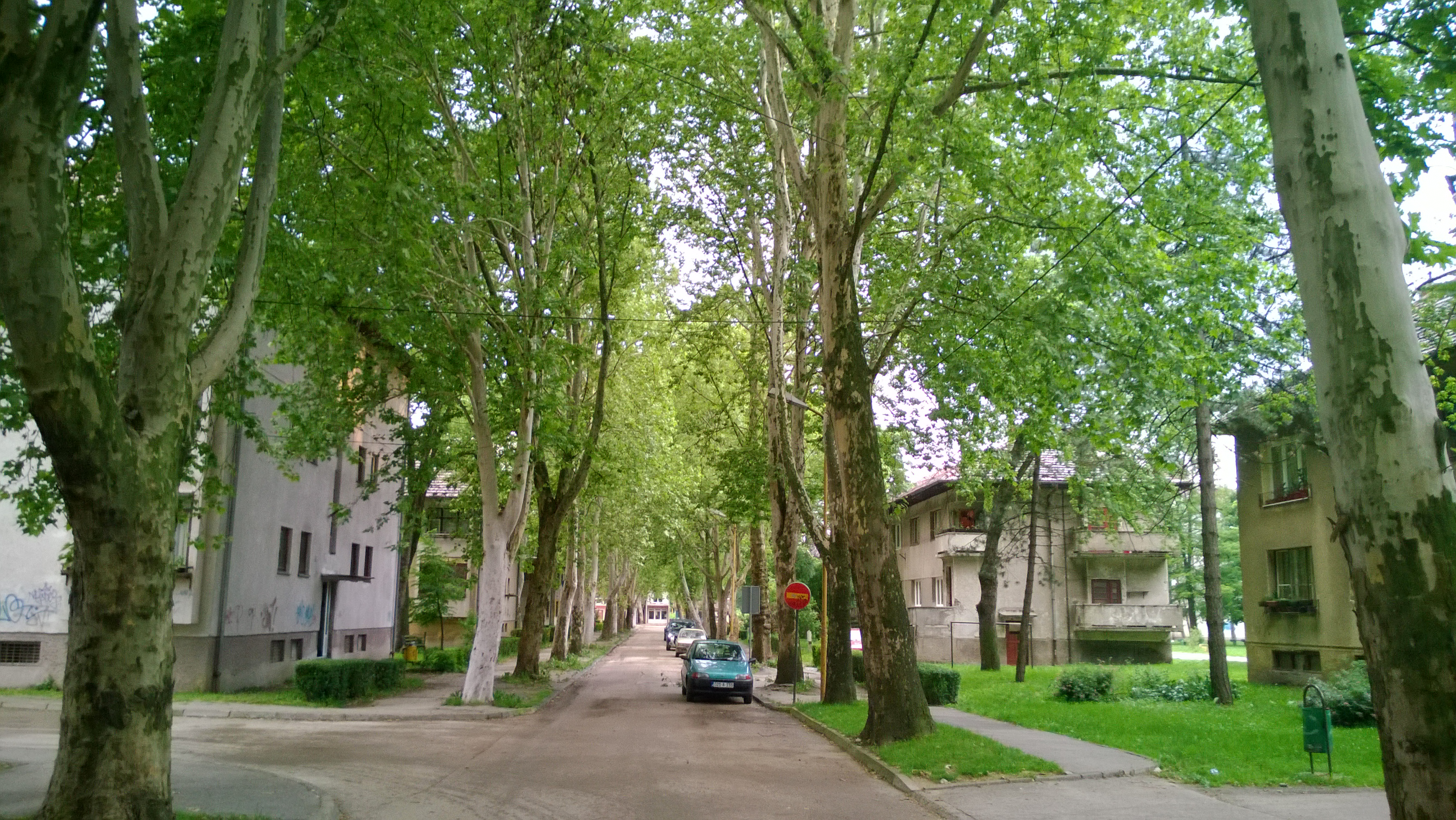
Platanové aleje ve městě.

V roce 1930 byl otevřen místní katolický kostel svatého Antonína Paduánského, jehož projekt vypracoval český architekt působící v tehdejší Jugoslávii, Karel Pařík.
Rozvoj Lukavace nastal až po druhé světové válce V Lukavaci byl zmodernizován a rozšířen průmysl zpracování cementu po druhé světové válce a vybudována koksovna. Bytová výstavba zde byla rozsáhle realizována po roce 1958. Intenzivní průmysl nicméně vedl k značným ekologickým škodám, v okolí Lukavace se nachází lokality s největší ekologickou zátěží v celé Bosně a Hercegovině.,
Lukavac má rovněž i význam z hlediska turistiky, ubytovací zařízení se nachází na břehu Modračského jezera.

## Doprava
Lukavacem prochází trať Doboj–Tuzla. Jihozápadně od města probíhá ve stejném směru silnice celostátního významu. Z průmyslových závodů na okraji Lukavace směřuje přes Modračské jezero nákladní lanová dráha.
Lukavac je plánované město a má pravidelnou uliční síť, v níž jednotlivé ulice svírají většinou pravý úhel.

## Zdravotnictví
V Lukavaci stojí poliklinka (bosensky Dom zdravlja Lukavac)

## Známé osobnosti
- Asim Bajarić, zpěvák
- Mirko Kokotović, fotbalista